# Merijn Scheperkamp
Merijn Scheperkamp (Hilversum, 6 maart 2000) is een Nederlands langebaanschaatser. Zijn specialisatie ligt op de korte afstanden (500 en 1000 meter). 
In 2018 deed Scheperkamp als inline skater mee aan de Olympische Jeugdspelen in Buenos Aires. Daar veroverde hij een bronzen medaille.
Sinds seizoen 2020/2021 rijdt Scheperkamp voor Team Essent (toentertijd Team Jumbo-Visma). Een seizoen later maakte hij zijn debuut in de wereldbeker. Tijdens het OKT in Thialf op 27 december 2021 wist hij zich als snelste 500 meter rijder te plaatsen voor de Olympische Winterspelen 2022. Op 7 januari 2023 werd hij eerste bij de Europese kampioenschappen sprint in Hamar.

## Persoonlijk
Zijn vader Marcel Scheperkamp was eveneens langebaanschaatser tussen 1979 en 1982.

## Persoonlijke records[2]
| Afstand    | Tijd    | Datum            | Baan           |
| ---------- | ------- | ---------------- | -------------- |
| 500 meter  | 34,41   | 2 februari 2025  | Milwaukee      |
| 1000 meter | 1.07,46 | 5 december 2021  | Salt Lake City |
| 1500 meter | 1.46,19 | 30 december 2021 | Heerenveen     |
| 3000 meter | 3.49,38 | 20 februari 2021 | Heerenveen     |
| 5000 meter | 7.03,84 | 3 februari 2019  | Groningen      |

## Resultaten
| Jaar | NK Afstanden                | NK Sprint            | EK Afstanden      | EK Sprint  | WK Sprint  | WK Afstanden         | Olympische Spelen | Wereldbeker       | WK Junioren                                  |
| ---- | --------------------------- | -------------------- | ----------------- | ---------- | ---------- | -------------------- | ----------------- | ----------------- | -------------------------------------------- |
| 2019 |                             |                      |                   |            |            |                      |                   |                   | 7e 500m · 11e 1000m · 15e 1500m · massastart |
| 2020 | 15e 500m 11e 1000m 9e 1500m | 6e (9e, 6e, 10e, 7e) |                   |            |            |                      |                   |                   |                                              |
| 2021 | 7e 500m 11e 1000m 11e 1500m | 6e (8e, 7e, 7e, 11e) |                   |            |            |                      | 34e 500m          |                   |                                              |
| 2022 | DQ 500m 5e 1000m            |                      | teamsprint · 500m |            | teamsprint |                      | 12e 500m          | 9e 500m 13e 1000m |                                              |
| 2023 | 500m · 5e 1000m             | · (, 6e, , 5e)       |                   | · (, )     |            | 5e 500m · teamsprint |                   | 7e 500m 46e 1000m |                                              |
| 2024 | 500m · 12e 1000m            | · (, 4e, , 5e)       |                   |            |            |                      | 19e 500m          |                   |                                              |
| 2025 | 500m · 8e 1000m             | · (, )               |                   | · (, , 4e) |            | 11e 500m             | 12e 500m          |                   |                                              |

(#, #, #, #) = afstandspositie op sprinttoernooi (500m, 1000m, 500m, 1000m).
Team Essent
Angel Daleman · Sijmen Egberts · Jarle Gerrits · Isabel Grevelt · Freek van der Ham · Sanne in 't Hof · Chloé Hoogendoorn · Chris Huizinga · Kars Jansman · Selma Poutsma · Merijn Scheperkamp · Suzanne Schulting · Tijmen Snel · Beau Snellink · Remco Stam · Meike Veen · Mathias Vosté · Joep Wennemars
Coaches: Sicco Janmaat · Ben Jongejan · Jac Orie · Dave Versteeg